# 张国忠 (1926年)
张国忠（1926年6月—2018年10月23日），男，汉族，重庆人，中华人民共和国政治人物，重庆宝元通有限公司董事长，曾任重庆市政协副主席。